# Henryk Janowski
Henryk Janowski (ur. 14 czerwca 1951) – polski bokser, trzykrotny mistrz i reprezentant Polski.
Był mistrzem  Polski w wadze średniej  (do 75 kg) w 1976, 1977 i 1979, wicemistrzem w wadze lekkośredniej (do 71 kg) w 1973, a także brązowym medalistą w wadze lekkośredniej w 1972.
W latach 1973–1976 trzykrotnie wystąpił w reprezentacji Polski, odnosząc 2 zwycięstwo i ponosząc 1 porażkę. Pokonał m.in. przed czasem Tadiję Kačara.
Zwyciężył w kategorii średniej w turnieju „Laur Wrocławia” w 1976.